# 哥伦比亚特区共和党
哥伦比亚特区共和党（英語：District of Columbia Republican Party，DC GOP）是美国共和党在华盛顿哥伦比亚特区的附属政党。该党成立于1855年6月19日，由居住在哥伦比亚特区的共和党选民组成。该党主席是乔斯·坎宁安，总部与共和党全国总部相邻。
由于华盛顿哥伦比亚特区为民主党的铁票区，共和党很难在该地区胜选。因此自从1975年哥伦比亚特区自治以来，从未有过共和党人当选哥伦比亚特区市长的记录。而在2009年卡罗尔·施瓦兹卸任之后，哥伦比亚特区议会中再也未出现过共和党籍的议员。
截至2019年1月7日，共有30,001名注册选民登记为哥伦比亚特区共和党，只占该地区全部注册选民的6.15%。

## 组织与领导
哥伦比亚特区共和党主席是帕特里克·玛拉。哥伦比亚特区的共和黨全國委員會委员是罗伯特·J·卡贝尔，女委员则是吉尔·霍曼。目前该党正在物色一位新的执行董事。